# خلاط الخرسانة

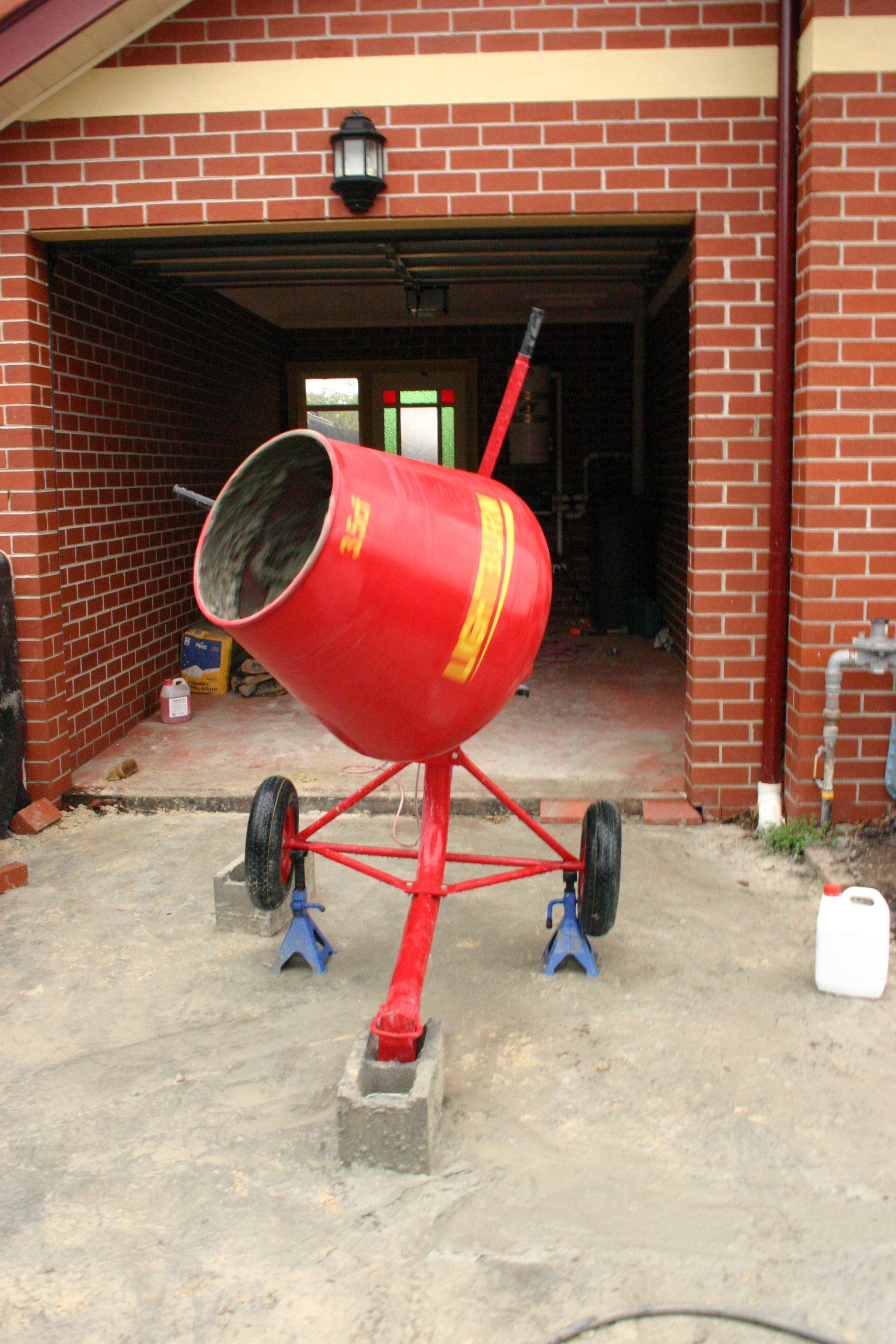

خلاط الخرسانة (بالإنجليزية Concrete mixer) غالبًا ما يطلق عليه بالعامية اسم الخلاط الاسمنتي، هو جهاز يخلط -بشكل متجانس- الاسمنت والزلط مثل الرمل أو الحصى، والماء لتشكيل الخرسانة. يستخدم خلاط الخرسانة النموذجي أسطوانة دوارة لخلط المكونات. بالنسبة إلى الأعمال الصغيرة الحجم، غالبًا ما تُستخدم خلاطات الخرسانة المحمولة كي يسهل صنع الخرسانة في موقع الإنشاء، ما يمنح العمال وقتًا كافيًا لاستخدام الخرسانة قبل تصلبها. يوجد بديل آخر للآلة هو خلط الخرسانة يدويًا. يُخلط المزيج عادةً في عربة، ومع ذلك بدأت العديد من الشركات مؤخرًا في بيع تربولين معدل لهذا الغرض.
اخترع خلاط الخرسانة الصناعي غيبهارت غايغر في كولومبوس، أوهايو.

## نبذة تاريخية
طوِرت واحدة من الخلاطات الخرسانية الأولى على الإطلاق في عام 1900 على يد تي إل سميث في ميلواكي. عرض الخلاط بالفعل البنية الأساسية الشائعة مع أسطوانة مخروطية قلابة (مخروطية مزدوجة في ذلك الوقت) مع نصل. عمل اثنان من الخلاطات على الأقل قبل 25 عامًا وفي عام 1925 كانت ما تزال قيد الاستخدام (الرقم المتسلسل 37 و82). لخلاط سميث ماسكوت نفس تصميم الخلاطات الصغيرة المستخدمة اليوم. بنت شركة سميث في ميلواكي أكبر خلاطات الخرسانة في العالم. استخدمت خلاطات هذه الشركة على سبيل المثال لبناء سد ويلسون (ستة خلاطات مساحتها 2 ياردة واثنان مساحتهما 4 ياردات، أكبر تركيب فردي لأكبر خلاطات الخرسانة في العالم آنذاك)، وأول ملعب لجامعة ولاية أوهايو وسد إكسكيكر.

## الخلاطات الصناعية
يتطلب سوق اليوم بصورة متزايدة تجانسًا ثابتًا وأوقات خلط قصيرة للإنتاج الصناعي للخرسانة الجاهزة، وأكثر من ذلك بالنسبة للخرسانة المسبقة الصب، والمسبقة الإجهاد. أدى ذلك إلى تحسين تقنيات الخلط لإنتاج الخرسانة. طوِرت أنماط مختلفة من الخلاطات الثابتة، ولكل منها نقاط قوتها الكامنة التي تلبي الاحتياجات المختلفة من سوق إنتاج الخرسانة. تنقسم الخلاطات الأكثر شيوعًا المستخدمة اليوم إلى ثلاث فئات:
- خلاطات ثنائية المحور، معروفة بخلطها شديد الكثافة، وأوقات خلط القصيرة. تُستخدم هذه الخلاطات عادةً للخرسانة عالية المقاومة، اسمنت الخرسانة المسلحة والخرسانة ذاتية الدمك، يتراوح حجم الدفعات عادةً من 2 إلى 6 متر مكعبًا (2.6-7.8 ياردة مكعبة).
- خلاطات المحور الرأسي، الأكثر استخدامًا للخرسانة مسبقة الصب ومسبقة الإجهاد. ينظف هذا النمط من الخلاطات جيدًا بين الدفعات، ويُفضل استخدام الخرسانة الملونة، وحجم الدفعات صغير (عادةً 0.75–3 متر مكعب أو 0.98–3.92 ياردة مكعبة)، ولها نقاط تفريغ متعددة. ضمن هذه الفئة، تفقد خلاطات المحور الرأسي شعبيتها لصالح الخلاطات الكوكبية (أو التيار المعاكس) الأكثر فاعلية، فعملية الخلط الإضافية تساعد في إنتاج خلطات خرسانية أكثر دقةً (تناسق الألوان، الخرسانة ذاتية الدمك، إلخ).[3]
- خلاطات الأسطوانة (خلاطة الأسطوانة العكسية وخلاطات الأسطوانة القلابة)، تُنتج كميات كبيرة (تتراوح أحجام الدفعات من 3 إلى 9 متر 3 أو 3.9 إلى 11.8 ياردة مكعبة). هذا النوع من الخلاطات قدرته الإنتاجية عالية.
- تتميز جميع أنماط الخلاطات بنقاط قوة وضعف، وتُستخدم جميعها في أنحاء العالم بدرجات متفاوتة من الشعبية.

## الشاحنات والمقطورات

### شاحنات نقل خليط الخرسانة
تُصنع شاحنات نقل خرسانية خاصة (خلاطات النقل العابر) لخلط الخرسانة ونقلها إلى موقع البناء. يمكن أن تملأ بالمواد الجافة والماء، وتخلط المواد أثناء النقل. كما يمكن تحميلها من مصنع «المجبل المركزي»، وفي هذه العملية تُخلط المواد بالفعل قبل التحميل. تحافظ شاحنة نقل خليط الخرسانة على الحالة السائلة للمادة من خلال الرج، أو قلب الأسطوانة، حتى التسليم. يُزود الجزء الداخلي من أسطوانة شاحنة خليط الخرسانة بشفرة حلزونية. تُدفع الخرسانة عميقًا في الأسطوانة في اتجاه دوراني واحد. هذا هو الاتجاه الذي تدور فيه الأسطوانة أثناء نقل الخرسانة إلى موقع البناء. وهو ما يُعرف باسم «تحميل» الخلاط. عندما تدور الأسطوانة في الاتجاه الآخر، تصرف الخرسانة عن طريق لولب أرخميدس، أو تُجبر على الخروج من الأسطوانة. قد تنتقل من هناك إلى الأنبوب المائل لتصل الخرسانة اللزجة مباشرةً إلى موقع العمل. إذا لم تتمكن الشاحنة من الاقتراب بما يكفي من الموقع لاستخدام الأنبوب المائل، فقد تٌفرغ الخرسانة في مضخة خرسانية، متصلة بخرطوم مرن، أو على حزام ناقل يمكن تمديده لمسافة معينة (عشرة أمتار أو أكثر عادةً). توفر المضخة وسيلة لنقل المواد إلى مواقع محددة ومبانٍ متعددة الطوابق ومواقع تشكل المسافات عائقًا للوصول إليها. يُستخدم أيضًا الدلو المعلق في الرافعات لوضع الخرسانة. تُصنع الأسطوانة من الفولاذ على نحو تقليدي، ولكن في بعض الشاحنات الحديثة، استخدِمت الألياف الزجاجية بصفتها إجراء لتخفيض الوزن.
تتطلب شاحنات «التفريغ الخلفي» من السائق و«عامل الأنبوب المائل»، توجيه الشاحنة والأنبوب جيئةً وذهابًا لوضع الخرسانة بالطريقة المناسبة للمقاول. تحتوي شاحنات «التفريغ الأمامي» الأحدث على أدوات تحكم داخل كابينة الشاحنة للسماح للسائق بتحريك الأنبوب المائل في جميع الاتجاهات. صمم وبنى أول خلاط تفريغ أمامي رويال دبليو. سيمس من هولاداي في يوتا، الولايات المتحدة.
تُجهز خلاطات الخرسانة بمحورين أو أكثر. تعد الشاحنات ذات الأربعة والخمسة وستة المحاور هي الأكثر شيوعًا، إذ يُحدد العدد حسب الحمولة والتشريعات المحلية التي تحدد الأحمال المسموح بها على الطريق. تعد المحاور ضرورية لتوزيع الحمل بالتساوي، والسماح بالتشغيل على الطرق محدودة الوزن، وتقليل التلف والتآكل على الطرق العادية.
لا تملك الشاحنات ذات المحورين أو ثلاثة محاور تصاريح لحمولتها الصافية في العديد من الولايات القضائية عند تخفيض حدود الوزن على الطريق خلال فصل الشتاء. قد تطلب مناطق أخرى تصاريح باهظة الثمن للعمل.
تُركب محاور إضافية بخلاف تلك المستخدمة في منظومة التوجيه (التوجيه) أو مجموعة نقل القدرة (محركات الأقراص) بين التوجيه ومحركات الأقراص أو خلفها. تحتوي الخلاطات عادةً على محاور توجيه متعددة أيضًا، ما ينتج عنه عمومًا نصف قطر دوران كبير جدًا. لتسهيل المناورة، قد تكون المحاور الإضافية هي «محاور الرفع»، التي تسمح برفع المحاور عن الأرض حتى لا تتعرض للحت (تُجر جانبيًا على الأرض) في الانعطافات الضيقة، أو تزيد من نصف قطر دوران السيارة. تُعرف المحاور المركبة خلف مجموعة نقل القدرة باسم «محاور التأخر» أو «محاور التعزيز»، وغالبًا ما تكون مجهزة للدوران عكس اتجاه محور التوجيه لتقليل الاحتكاك ورفع الشاحنة تلقائيًا عند وضع الشاحنة في ترس الرجوع للخلف.
تستخدم خلاطات مركبة على مقطورات الجر إذ يثبت الخلاط على مقطورة بدلًا من هيكل الشاحنة في بعض الولايات القضائية، مثل مقاطعة كيبيك حيث تواجه الشاحنات ذات الستة محاور مشكلة في حمل حمولتها.
لا تٌرحل خلاطات الخرسانة عمومًا بعيدًا عن المصنع، إذ تبدأ الخرسانة بالتجمد بمجرد وضعها في الشاحنة. يطلب العديد من المقاولين أن تكون الخرسانة في مكانها في غضون 90 دقيقة بعد التحميل. إذا تعطلت الشاحنة أو لسبب آخر تصلبت الخرسانة فيها، يضطر العمال إلى دخول الأسطوانة مع مطارق ثاقبة.
قدم ستيفن ستيبانيان طلب براءة اختراع لأول شاحنة خلط في عام 1916.
يتراوح وزن الشاحنات بين 20,000 و 30,000 رطلًا (من 9070 إلى 13,600 كيلو غرامًا)، ويمكن أن تحمل ما يقرب من 40,000 رطلًا (18,100 كيلو غرامًا) من الخرسانة وتتنوع أحجام شاحنات الخلط المستخدمة حاليًا. سعة الشاحنة الأكثر شيوعًا هي 8 ياردة مكعبة (6.1 متر مكعب).
تحدد معظم الخلاطات الخرسانية في المملكة المتحدة بسرعة 56 ميلًا في الساعة (90 كم/ساعة).